# Iora cuablanca
La iora cuablanca (Aegithina nigrolutea) és una espècie d'ocell de la família dels egitàlids (Aegithalidae) 

## Hàbitat i distribució
Habita boscos, garrigues i conreus del nord-oest de l'Índia.